# Bütykös császárgalamb
A bütykös császárgalamb vagy bütykös galamb (Ducula pacifica) a madarak osztályának galambalakúak (Columbiformes) rendjébe és a galambfélék (Columbidae) családjába tartozó faj.

## Előfordulása
Amerikai Szamoa, a Cook-szigetek, a Fidzsi-szigetek, Kiribati, Új-Kaledónia, Pápua Új-Guinea, Szamoa, Niue, a Salamon-szigetek, Tokelau-szigetek, Tonga, Tuvalu, Vanuatu és a Wallis és Futuna szigetek területén honos.

## Alfajai
- Ducula pacifica pacifica (J. F. Gmelin, 1789)
- Ducula pacifica farquhari
- Ducula pacifica intensitincta
- Ducula pacifica microcera
- Ducula pacifica sejuncta Amadon, 1943
- Ducula pacifica tarrali

## Megjelenése
Testhossza 35 centiméter. A hím húsos bőrlebenyt visel a csőre tövén.

## Életmódja
Csoportosan keresgéli magvakból és gyümölcsökből álló táplálékát. Ügyesen kapaszkodik és mozog a lombok között.

## Szaporodása
Magas fákra készíti fészkét, gallyak felhasználásával.